# Kaundorf
Kaundorf (Luxemburgs: Kauneref) is een plaats in de gemeente Lac de la Haute-Sûre en het kanton Wiltz in Luxemburg.

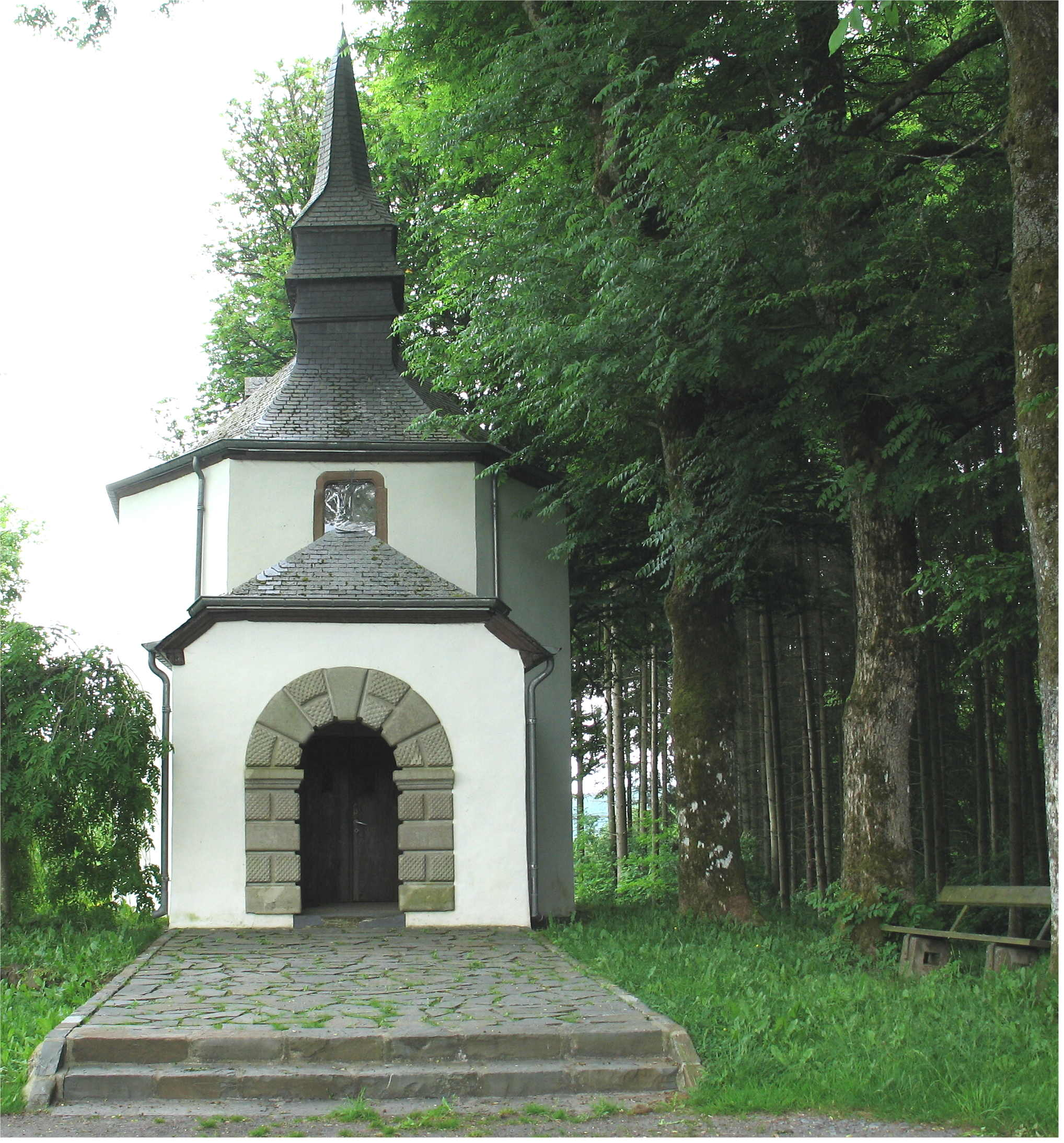
kapel

Kaundorf telt 193 inwoners (2012).
Bavigne · Harlange · Kaundorf · Liefrange · Mecher · Nothum · Tarchamps · Watrange

Luxemburgse gemeenten · Kanton Wiltz · Luxemburg